# 山本正治
山本 正治（やまもと まさはる、1950年8月12日 - ）は、日本のクラリネット奏者。東京都生まれ。

## 経歴
父は東京芸術大学名誉教授の山本正人、母も音楽家で兄はNHK交響楽団のホルン奏者・山本真という音楽一家に生まれ、幼少より英才教育を施された。
東京芸術大学附属音楽高校、東京芸術大学を卒業。クラリネットを三島勝輔に師事。
1972年、第41回日本音楽コンクール・クラリネット部門第1位受賞。
1973年、北西ドイツ音楽アカデミー・デトモルト（現デトモルト音楽大学）に留学。J.ミヒャエルスに師事。
1976年、フランス・コルマール国際室内楽コンクール 木管トリオ部門第2位受賞。
1979年、北西ドイツ音楽アカデミー・デトモルト、ソリスト試験を終了した。
その後、1982年までデュッセルドルフ交響楽団（ラインドイツオペラ）首席奏者をつとめ帰国。
1983年から武蔵野音楽大学講師となり、1990年から2007年まで新日本フィルハーモニー交響楽団客演首席奏者をつとめた。元東京芸術大学教授。
現在、武蔵野音楽大学特任教授。日本クラリネット協会 会長。